# Leptictidium ginsburgi
Leptictidium ginsburgi es una especie extinta de mamífero euterio del género Leptictidium.
Fue descrita por Christian Mathis en 1989. Es una de las especies halladas en el yacimiento de Robiac (Francia), en los estratos del Priaboniano superior. En esta especie el mesostilo característico del género Leptictidium no está tan desarrollado. El nombre de la especie proviene del paleontólogo francés Leonard Ginsburg.
A pesar de que de esta especie sólo se han encontrado dientes, de ellos se puede deducir que se trataba de una especie de gran tamaño en relación con otras especies del mismo género. Los dientes molares M1 y M2 presentan un hipoconúlido submediano bajo y bien separado del entocónido, de medida variable. El premolar P4 es muy molariforme y posee un lóbulo parastilar que sobresale poco, mientras que el borde labial es casi simétrica. En general, la dentición es menos transversal que en el caso de L. sigei, y, como en el caso de otras especies de su género, L. ginsburgi tiene un mesostilo, que está medianamente desarrollado.
Pseudorhyncocyon cayluxi es un sinónimo de esta especie. Fue descrito por Henri Filhol en 1892, y en 1978 Bernard Sigé le atribuyó un diente hallado en el yacimiento de Sainte-Néboule. Mathis, en su obra Quelques insectivores primitifs nouveaux de l'Eocène supérieur du sud de la France, reclasifica este diente (un M3) dentro de la especie L. ginsburgi, basándose en una comparación con ejemplares de esta última, también descubiertos en Sainte-Néboule. También le atribuyó otro diente que previamente Sigé había atribuido a una especie indeterminada de la familia Pseudorhyncocyonidae.